# Jürgen Barth (wielrenner)
Jürgen Barth (Berlijn, 12 mei 1943 – Raubling, 17 januari 2011) was een Duits baanwielrenner. Barth behoorde eind jaren 60 en begin jaren 70 tot de top van het amateur-baanwielrennen. Zijn grootste succes boekte hij in 1970, hij werd toen samen met Rainer Müller wereldkampioen in de discipline tandem. In hetzelfde jaar kreeg hij om deze reden samen met Müller de prijs "Goldenes Band der Sportpresse" uitgereken. 